# Gostilj, Podgorica
Gostilj este un sat din municipiul Podgorica, Muntenegru. Conform datelor de la recensământul din 2003, localitatea are 193 de locuitori (la recensământul din 1991 erau 166 de locuitori).

## Demografie
În satul Gostilj locuiesc 144 de persoane adulte, iar vârsta medie a populației este de 37,3 de ani (36,0 la bărbați și 38,6 la femei). În localitate sunt 43 de gospodării, iar numărul mediu de membri în gospodărie este de 4,49.
|  |

| Demografie | Demografie | Demografie |
| An         | Locuitori  | Locuitori  |
| ---------- | ---------- | ---------- |
|            |            |            |
|            |            |            |
|            |            |            |
|            |            |            |
| 1948       | 185        |            |
| 1953       | 201        |            |
| 1961       | 224        |            |
| 1971       | 220        |            |
| 1981       | 176        |            |
| 1991       | 166        | 166        |
| 2003       | 193        | 193        |

| \| Componența etnică conform recensământului din 2003[2] \| Componența etnică conform recensământului din 2003[2] \| Componența etnică conform recensământului din 2003[2] \| Componența etnică conform recensământului din 2003[2] \| Componența etnică conform recensământului din 2003[2] \| \| ----------------------------------------------------- \| ----------------------------------------------------- \| ----------------------------------------------------- \| ----------------------------------------------------- \| ----------------------------------------------------- \| \| \| \| \| \| \| \| Muntenegreni \| Muntenegreni \| \| 128 \| 66,32% \| \| Sârbi \| Sârbi \| \| 58 \| 30,05% \| \| necunoscută \| necunoscută \| \| 7 \| 3,62% \| |              |  |     |        |
| Componența etnică conform recensământului din 2003 |              |  |     |        |
| |              |  |     |        |
| Muntenegreni | Muntenegreni |  | 128 | 66,32% |
| Sârbi | Sârbi        |  | 58  | 30,05% |
| necunoscută | necunoscută  |  | 7   | 3,62%  |